# میکل مارکیو
میکل مارکیو (اسپانیایی: Michael Mørkøv‎؛ زادهٔ ۳۰ آوریل ۱۹۸۵) دوچرخه‌سوار اهل دانمارک است.
از باشگاه‌هایی که در آن رکاب زده‌است می‌توان به تیم کاتیوشا–آلپتسین، تیم تینکوف، و تیم کوئیک‌استپ فلورز اشاره کرد.
وی در مسابقات کشوری و بین‌المللی در مجموع برندهٔ ۲ مدال طلا، ۲ مدال نقره، ۲ مدال برنز شده‌است.